# Betting
Betting är en kommun i departementet Moselle i regionen Grand Est (tidigare regionen Lorraine) i nordöstra Frankrike. Kommunen ligger i kantonen Freyming-Merlebach som tillhör arrondissementet Forbach. År 2022 hade Betting 860 invånare.

## Befolkningsutveckling
Antalet invånare i kommunen Betting
| Referens: INSEE |